# 有光層

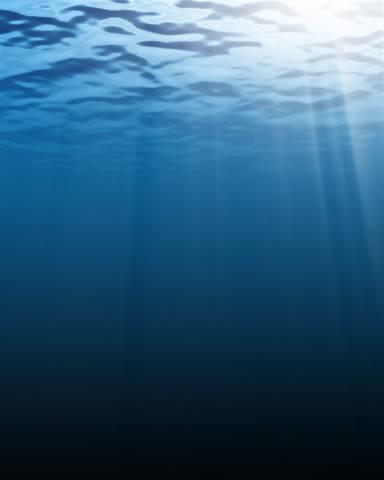
太陽光の入射と減衰

有光層（ゆうこうそう、photic zone もしくは photic layer）とは、湖沼や海洋などにおいて太陽光の届く範囲の水層のことである。

## 定義
有光層の定義には広義のものと狭義のものとがある。広義の有光層は、生物が光を感じる限界（海面の 1/109 くらいの光強度）までの層を指す。一方狭義の有光層は、光合成生物の補償深度（海面の 1/102 くらいの光強度）以浅の層を指す。この層は真光層（euphotic zone、ギリシャ語で『よく光る』の意）と呼ばれる事もあり、真光層に含まれない微弱な光（光合成の収支を維持できない量の光）が到達する層を薄光層や透光層(disphotic zone)として呼び分ける。定義の包含関係をまとめると以下のようになる。
広義の有光層 ＝ 狭義の有光層（真光層）＋薄光層（透光層）

## 概要
有光層の厚さ（深さ）は濁度の季節変動に大きく依存する。そのためその層の厚さは水中での光の減衰次第で大きく変わる。この光の減衰は水中の微粒子や微生物などにより光が吸収・散乱されて生じ、光が直進するほど（水深が深くなるほど）光の強度は低下する。実際の有光層の厚さは極めて濁度が高い（不透明な）富栄養化した湖沼では数cmのこともあるが、外洋では200mほどにもなる。有光層の基準となる水の透明度は、セッキー円盤を使った簡素な方法で測定される。

## 生態的意義
深海熱水孔や冷水湧出帯等で見られる局所的な基礎生産を除き、（狭義の）有光層は基礎生産が生じる唯一の水層である。そのため、有光層の厚さはその水域で生じる基礎生産の活発さを反映していると考えるのが一般的である。